# Kwaami jezik
Kwaami jezik (ISO 639-3: ksq; komawa, kwam, kwamanchi, kwami, kwom), zapadnočadski jezik uže skupine tangale, podskupina pravih Tangale jezika, afrazijska porodica, kojim govori oko 10 000 ljudi (1990) u nigerijskoj državi Gombe, Gombe LGA.
Kwaaami podskupinu pravih tangale jezika čini s jezicima kushi [kuh], kutto [kpa], pero [pip], piya-kwonci [piy] i tangale [tan]. Ne smije se brakati s jezikom kwami [ktf] iz Demokratske Republike Kongo.

## Vanjske poveznice
- Ethnologue (14th)
- Ethnologue (15th)